# اچ‌ام‌اس ویگیلانت (۱۷۷۴)
اچ‌ام‌اس ویگیلانت (۱۷۷۴) (به انگلیسی: HMS Vigilant (1774)) یک کشتی بود که طول آن ۱۵۹ فوت ۶ اینچ (۴۸٫۶۲ متر) بود. این کشتی در سال ۱۷۷۴ ساخته شد.